# 波多野宗長
波多野 宗長（はたの むねなが、？-天正7年（1579年）5月5日）は、戦国時代から安土桃山時代にかけての武将。丹波波多野氏の家臣。

## 生涯
波多野氏の一族である波多野宗高の子として誕生した。
播磨国の別所長治や、主家の波多野秀治と結び織田信長に抗戦した。天正7年（1579年）1月、織田氏の家臣の丹羽長秀・羽柴秀長の軍勢に居城氷上城を包囲されると、5か月に及び籠城した。しかし、城の兵糧が尽きると、羽柴秀長は宗長の才を惜しみ降伏を薦めるが、同年5月5日、宗長は城に火を放ち、子・宗貞とともに自害して果てた。
なお、明治時代に司法大臣、宮内大臣を歴任した子爵波多野敬直は宗長の子孫を称している。